# A Dominikai Köztársaság az 1972. évi nyári olimpiai játékokon
A Dominikai Köztársaság az NSZK-beli Münchenben megrendezett 1972. évi nyári olimpiai játékok egyik részt vevő nemzete volt. Az országot az olimpián 3 sportágban 5 sportoló képviselte, akik érmet nem szereztek.

## Cselgáncs
| Versenyző     | Versenyszám | Csoport | Selejtező         | 1. forduló                   | 2. forduló        | 3. forduló        | 4. forduló        | Vigaszág 1. forduló | Vigaszág 2. forduló | Vigaszág 3. forduló | Elődöntő          | Döntő             | Helyezés |
| Versenyző     | Versenyszám | Csoport | Ellenfél Eredmény | Ellenfél Eredmény            | Ellenfél Eredmény | Ellenfél Eredmény | Ellenfél Eredmény | Ellenfél Eredmény   | Ellenfél Eredmény   | Ellenfél Eredmény   | Ellenfél Eredmény | Ellenfél Eredmény | Helyezés |
| ------------- | ----------- | ------- | ----------------- | ---------------------------- | ----------------- | ----------------- | ----------------- | ------------------- | ------------------- | ------------------- | ----------------- | ----------------- | -------- |
| Juan Chalas   | Könnyűsúly  | A       |                   | Gustaaf Lauwereins (BEL) · V | kiesett           | kiesett           | kiesett           |                     |                     |                     |                   |                   | 19.      |
| Carlos Socias | Középsúly   | A       | erőnyerő          | Philip Illingworth (CAN) · V | kiesett           | kiesett           | kiesett           |                     |                     |                     |                   |                   | 19.      |

## Sportlövészet
Nyílt
| Versenyző       | Versenyszám | Pont | Helyezés |
| --------------- | ----------- | ---- | -------- |
| Domingo Lorenzo | Skeet       | 142  | 62.      |
| Riad Yunes      | Skeet       | 166  | 58.      |

## Súlyemelés
| Versenyző     | Versenyszám | Nyomás   | Nyomás   | Szakítás | Szakítás | Lökés    | Lökés    | Összesen | Helyezés |
| Versenyző     | Versenyszám | Eredmény | Helyezés | Eredmény | Helyezés | Eredmény | Helyezés | Összesen | Helyezés |
| ------------- | ----------- | -------- | -------- | -------- | -------- | -------- | -------- | -------- | -------- |
| Emilio Berroa | 82,5 kg     | 127,5    | 20.      | 122,5    | 15.      | 157,5    | 16.      | 407,5    | 17.      |